# Zentral-Stadion Sestaponi
Das Zentral-Stadion (Sestaponi) (georgisch დავით აბაშიძის სტადიონი) befindet sich in der Stadt Sestaponi in Georgien. Es ist die Heimstätte des Fußballklubs FC Sestaponi.
Das Stadion hat eine Kapazität von 8.000 Plätzen. Die Spielfläche besteht aus Naturrasen. 